# 篠原もえ
篠原 もえ（しのはら もえ、1984年8月8日 - ）は、日本の元AV女優。
福島県福島市出身。趣味：アロマテラピー。

## 略歴
ヌードグラビアアイドルとして人気を博した後、2005年6月にAVデビュー。
2005年12月に引退するが、2007年1月にkawaii*より再デビュー。
現在はAVに出演作品はないようだが、orenge-boxやPRIME PHOTOGARAPHY CLUBなどでの不定期に撮影会モデルはやっている。

## 作品

### アダルトビデオ（撮りおろし作品）
- もえ萌え　（2005年6月30日）
- S Pretty　（2005年7月29日）
- うぶエロス　（2005年8月26日）
- 制服人形　（2005年9月30日）
- 情熱ラブ　（2005年10月28日）
- 僕のいもうと覗き日記　（2005年11月25日）
- 逆ソープ天国　（2005年12月30日）

※以上アリスJAPANの作品
- moe♣01　（2007年1月25日）
- moe♣02　（2007年2月25日）
- moe♣03　（2007年3月25日）

※以上kawaii*の作品、なおkawaii*では「篠原もえ♣」と表記
- ハイパーデジタルモザイク Vol.056　（2007年4月13日）
- アイドル レイプ 輪姦　（2007年5月13日）
- Wキャスト　（2007年6月13日）…共演：聖乃マリア
- 最高のオナニーのために　（2007年9月13日）
- 学校コスプレ　（2007年10月13日）
- パイパンハイパーデジタルモザイク　（2007年11月13日）

※以上MOODYZの作品

### アダルトビデオ（その他）
- 逆ソープ天国貸切スペシャル2006 （2006年5月22日）
- あの新基準モザイクで魅せる!　篠原もえ （2007年5月25日）
- VERY BEST OF 篠原もえ4時間 kawaii かわいい (2008年)
- kawaii*メガヒット美少女12人4時間(2008年)
- アリスJAPANプラス 女子校生コス4時間(2007年)
- pride・・・秘写 篠原もえ
- 瞬間恋愛/篠原もえ

### 写真集（写真ムック）
- 篠原もえ写真集「瞬間恋愛」　田村浩章撮影　ISBN 9784754215873
- KARAMI SP 篠原もえ (ムック) 田村浩章  2004年12月
- 篠原もえ初脱ぎ[DVD] (SOPHY) (単行本)　(2006年4月)
- 初脱ぎ篠原もえ[ビデオ] (SOPHY) (単行本) (2005年11月)

### 雑誌
- アップル通信 2007年5月号 （2007年4月）